# D-Meson
Als D-Mesonen bezeichnet man die Mesonen, welche genau ein Charm-Quark als schwerstes Quark enthalten. Ihre Masse liegt im Bereich von etwa 1,9 GeV/c² und sie leben im Mittel einige 10−13 Sekunden lang.
|                               | D-Anti-Mesonen                | D-Anti-Mesonen             | D-Anti-Mesonen                 | D-Mesonen                  | D-Mesonen                  | D-Mesonen                     |
| ----------------------------- | ----------------------------- | -------------------------- | ------------------------------ | -------------------------- | -------------------------- | ----------------------------- |
|                               | {\displaystyle D_{s}^{-}\!\,} | {\displaystyle D^{-}\!\,}  | {\displaystyle {\bar {D}}^{0}} | {\displaystyle D^{0}\!\,}  | {\displaystyle D^{+}\!\,}  | {\displaystyle D_{s}^{+}\!\,} |
| Isospin {\displaystyle I_{z}} | 0                             | −½                         | +½                             | −½                         | +½                         | 0                             |
| Strangeness {\displaystyle S} | −1                            | 0                          | 0                              | 0                          | 0                          | +1                            |
| Valenzquarks                  | {\displaystyle s\!\,}         | {\displaystyle d\!\,}      | {\displaystyle u\!\,}          | {\displaystyle {\bar {u}}} | {\displaystyle {\bar {d}}} | {\displaystyle {\bar {s}}}    |
| Valenzquarks                  | {\displaystyle {\bar {c}}}    | {\displaystyle {\bar {c}}} | {\displaystyle {\bar {c}}}     | {\displaystyle c\!\,}      | {\displaystyle c\!\,}      | {\displaystyle c\!\,}         |
| Charm {\displaystyle C}       | −1                            | −1                         | −1                             | +1                         | +1                         | +1                            |

D-Mesonen sind Testteilchen für die Erforschung der Quark-Umwandlung über die schwache Wechselwirkung.
Ähnlich wie Kaonen und B-Mesonen mischen auch neutrale D-Mesonen, sie können also in ihre eigenen Antiteilchen übergehen. Dies wird unter anderem untersucht, um Hinweise auf eine CP-Verletzung sowie auf Physik außerhalb des Standardmodells zu finden.

## Beispiele für Zerfallskanäle
{\displaystyle D^{0}\,\to K^{-}+\pi ^{+}}
{\displaystyle D^{0}\,\to K^{-}+\pi ^{+}+\pi ^{0}}
{\displaystyle D^{0}\,\to K^{-}+\pi ^{+}+\pi ^{+}+\pi ^{-}}
{\displaystyle D^{0}\,\to K^{-}+\mu ^{+}+\nu _{\mu }}
{\displaystyle D^{0}\,\to K^{-}+K^{+}}
{\displaystyle D^{0}\,\to \pi ^{-}+\pi ^{+}}
{\displaystyle D^{+}\,\to K^{-}+\pi ^{+}+\pi ^{+}}
{\displaystyle D^{+}\,\to K^{-}+\mu ^{+}+\pi ^{+}+\nu _{\mu }}
{\displaystyle D_{s}^{+}\to K^{-}+\pi ^{+}+K^{+}}